# AFK Milovice
AFK Milovice je český fotbalový klub hrající sedmou nejvyšší českou soutěž s názvem Nymburský okresní přebor. Byl založen roku 1932. Stadion má kapacitu 500 osob.